# ご対面バラエティー 7時にあいましょう
『ご対面バラエティー 7時にあいましょう』（ごたいめんバラエティー しちじにあいましょう）は、TBS系で2016年4月25日から同年12月19日まで毎週月曜日19:00 - 19:56（JST）に放送されたバラエティ番組である。

## 概要
芸能人からスポーツ選手、文化人などあらゆる著名人が、“もう一度逢いたい人”に出逢うという内容で送る、笑いと涙の感動バラエティー。
番組タイトルはかつて同局で放送されていたワイドショー『3時にあいましょう』のパロディ。
司会は有田哲平（くりぃむしちゅー）とDAIGOが務め、有田は前番組『私の何がイケないの?』から続投となる。
TBS系列の月曜19時枠は前番組の『私の何がイケないの?』のみローカルセールス扱いであったが、本番組以降は再びネットワークセールス扱いで放送される。同枠がネットワークセールス扱いとなるのは、『炎の体育会TV』（2011年10月 - 2012年9月、土曜19時枠に移動）以来3年半ぶりとなる。
2016年12月19日をもって終了。放送期間は約7か月半ではあったが、20時台番組『直撃!コロシアム!! ズバッと!TV』拡大版などで度々休止、特に7月は『直撃!コロシアム!!』拡大版などで一回も放送されず、放送回数は18回（4か月分）だった。
これにより、2012年10月の『私の何がイケないの?』の月曜19時枠への移動以来、4年強の期間にわたって続いた有田哲平司会のTBSの月曜ゴールデンのバラエティ番組も一旦終了となった。
本番組終了から3か月後の2017年3月31日からは本番組内にて度々放送されていた『芸能人・有名人禁断のご対面SP』の派生番組にあたる特別番組『今夜解禁!ザ・因縁』が2019年まで半年に1回のペースで放送され、MCは本番組同様有田・DAIGOが務めていた。

## 出演者
MC
- 有田哲平（くりぃむしちゅー）
- DAIGO

スペシャルレギュラー
- 仲間由紀恵（不定期出演、ナレーションも担当）[2]

レギュラー
- いとうあさこ
- 大久保佳代子

進行アシスタント
- 笹川友里（当時TBSアナウンサー）

## 過去の出演者
- 高畑裕太[3]

## 問題となった放送内容
2016年5月30日に放送された藤田ニコルに関する企画では「中学時代に同級生からいじめを受けていた」と趣旨の内容だった。その中で中学時代に仲の良かった6人のクラスメイトが出演したが、その元同級生たちが藤田ニコルをいじめていた加害者であるかのような誤解を与える表現がみられ、翌々週6月13日の放送終了後にお詫びを流した。出演していた元同級生たちはいじめの加害者ではなく、番組内の説明の不十分によるものだった。

## スタッフ
- 構成：桜井慎一、尾首大樹、杉山奈緒子、アリエシュンスケ、利光宏治、林田晋一、小林のん
- ナレーション：真地勇志、仲間由紀恵[2]
- リサーチ：リベラス、ライターズオフィス
- TM：森享宏
- TD：寺尾昭彦、江浦友樹
- カメラ：江浦友樹、端坂嘉寛
- VE：粂川高広
- 音声：宇野仁美
- 照明：鈴木英敬
- CG：大森清一郎
- 編集：大北恵美、内海大助
- MA：宮嶌宏道
- 音効：高取謙、岡沢秀二（共にthee BLUEBEAT）
- 美術プロデューサー：中西忠司
- 美術デザイン：木村真梨子
- 美術制作：岩井愛
- 装置：上田怜
- 操作：今野貴司
- アクリル装飾：渡邉卓也
- 衣裳：藤原ひとみ
- 持道具：佐藤秀治
- メイク：澤田梨沙
- 電飾：森田光俊
- 装飾：野呂利勝
- 特殊装置：高橋出
- 技術協力：スウィッシュ・ジャパン、キャミックス、東京オフラインセンター
- 編成：田口健介
- 宣伝：安倍由美
- TK：岸田純子
- デスク：渡辺香織
- マネージメントプロデューサー：稲見亜矢
- AD：吉原崇弥、清原悠、小泉竜、榛澤祥希、吉原沙弥香、姜杞林、大野道子、増田拓夢、伊集院涼、大山翔、飯島史織、栗原未紗、小林正俊、松本大樹、北田悠太、小澤萌、藤田大樹、太田直登、平野陽子、南出敏伸、上野浩幸、佐久間直旺、福田文香、三澤栄仁、佐野稜、増田拓夢、大山翔、横田裕昌
- AP：下條有紀、林貴恵、全眩怜、大谷真弓、生見翼／好田康智、山本千穂、梶山智未、勝又郁乃
- ディレクター：小林恵美、東海林明、井筒栄志、亀崎裕介、林浩平、早田翔、筏津英一、中島孝志、岩永紗(沙)代美、照井有、近藤創、田村裕行、林田昌之、小澤博之、光用さやか、奥野祐士、加藤丈博、清水ヒロシ、清水悠貴、林隆輔、豊嶋隆一、松延由子、川島優子、大塚朋之（大塚→以前はAD）
- 演出：横山健一／大楽和也、冨田雅也、林博史、高橋謙、佐藤賢二（高橋・佐藤→共に以前はディレクター）
- 総合演出：川平秀二
- プロデューサー：坂田栄治、古川愛（坂田・古川→共に2016年10月 - ）、時松隆吉、寺田淳史、木内美歩、今井真木子、関原奈津子、山崎文菜／有田武史、森田篤、渡辺(邊)奈津子
- 制作協力：スクイズ、D:COMPLEX、FOOLEN LARGE、THE WORKS
- 製作著作：TBS

### 過去のスタッフ
- 演出：平野彰子、松原裕
- プロデューサー：三島圭太

## テーマ曲
- オープニング『デイドリーム』（モンキーズ）

## ネット局
| 放送対象地域   | 放送局                  | 系列    | 放送時間           | ネット状況 |
| -------------- | ----------------------- | ------- | ------------------ | ---------- |
| 関東広域圏     | TBSテレビ(TBS)          | TBS系列 | 月曜 19:00 - 19:56 | 制作局     |
| 北海道         | 北海道放送(HBC)         | TBS系列 | 月曜 19:00 - 19:56 | 同時ネット |
| 青森県         | 青森テレビ(ATV)         | TBS系列 | 月曜 19:00 - 19:56 | 同時ネット |
| 岩手県         | IBC岩手放送(IBC)        | TBS系列 | 月曜 19:00 - 19:56 | 同時ネット |
| 宮城県         | 東北放送(TBC)           | TBS系列 | 月曜 19:00 - 19:56 | 同時ネット |
| 山形県         | テレビユー山形(TUY)     | TBS系列 | 月曜 19:00 - 19:56 | 同時ネット |
| 福島県         | テレビユー福島(TUF)     | TBS系列 | 月曜 19:00 - 19:56 | 同時ネット |
| 山梨県         | テレビ山梨(UTY)         | TBS系列 | 月曜 19:00 - 19:56 | 同時ネット |
| 新潟県         | 新潟放送(BSN)           | TBS系列 | 月曜 19:00 - 19:56 | 同時ネット |
| 長野県         | 信越放送(SBC)           | TBS系列 | 月曜 19:00 - 19:56 | 同時ネット |
| 静岡県         | 静岡放送(SBS)           | TBS系列 | 月曜 19:00 - 19:56 | 同時ネット |
| 富山県         | チューリップテレビ(TUT) | TBS系列 | 月曜 19:00 - 19:56 | 同時ネット |
| 石川県         | 北陸放送(MRO)           | TBS系列 | 月曜 19:00 - 19:56 | 同時ネット |
| 中京広域圏     | CBCテレビ(CBC)          | TBS系列 | 月曜 19:00 - 19:56 | 同時ネット |
| 近畿広域圏     | 毎日放送(MBS)           | TBS系列 | 月曜 19:00 - 19:56 | 同時ネット |
| 鳥取県・島根県 | 山陰放送(BSS)           | TBS系列 | 月曜 19:00 - 19:56 | 同時ネット |
| 岡山県・香川県 | 山陽放送(RSK)           | TBS系列 | 月曜 19:00 - 19:56 | 同時ネット |
| 広島県         | 中国放送(RCC)           | TBS系列 | 月曜 19:00 - 19:56 | 同時ネット |
| 山口県         | テレビ山口(tys)         | TBS系列 | 月曜 19:00 - 19:56 | 同時ネット |
| 愛媛県         | あいテレビ(itv)         | TBS系列 | 月曜 19:00 - 19:56 | 同時ネット |
| 高知県         | テレビ高知(KUTV)        | TBS系列 | 月曜 19:00 - 19:56 | 同時ネット |
| 福岡県         | RKB毎日放送(rkb)        | TBS系列 | 月曜 19:00 - 19:56 | 同時ネット |
| 長崎県         | 長崎放送(NBC)           | TBS系列 | 月曜 19:00 - 19:56 | 同時ネット |
| 熊本県         | 熊本放送(RKK)           | TBS系列 | 月曜 19:00 - 19:56 | 同時ネット |
| 大分県         | 大分放送(OBS)           | TBS系列 | 月曜 19:00 - 19:56 | 同時ネット |
| 宮崎県         | 宮崎放送(mrt)           | TBS系列 | 月曜 19:00 - 19:56 | 同時ネット |
| 鹿児島県       | 南日本放送(MBC)         | TBS系列 | 月曜 19:00 - 19:56 | 同時ネット |
| 沖縄県         | 琉球放送(RBC)           | TBS系列 | 月曜 19:00 - 19:56 | 同時ネット |

ネット配信
| 配信元 | 更新曜日と時間  | 備考                 |
| ------ | --------------- | -------------------- |
| TVer   | 月曜 19:56 更新 | 最新話限定で無料配信 |
| GYAO!  | 水曜 16:00 更新 | 最新話限定で無料配信 |